# Попов, Иван Васильевич (большевик, 1894)
Ива́н Васи́льевич Попо́в (12 января 1894, Верхолипово, Вятская губерния — 11 марта 1952, Москва) — первый председатель Вятского губернского бюро большевиков (1917—1918), председатель Вятского губисполкома (май-июнь 1918) и чрезвычайного военно-революционного штаба (май-октябрь 1918). Председатель Тюменского губернского революционного комитета (1919—1920). Председатель Вятского горисполкома (июнь-декабрь 1920 года). Делегат VIII съезд—XIII съездов ВКП(б). Член ВЦИК и ЦИК СССР нескольких созывов.

## Семья
Иван Попов родился в селе Верхолипово Орловского уезда (ныне Верхошижемский район) Вятской губернии, в семье диакона Иоанно-Богословской церкви, а затем священника. Кроме него, в семье ещё были три сына и дочь.
- Мария (1895—1976).
- Александр (1896[8]—?), священник церкви села Никола Яранского района, репрессирован в 1937 году (ст. 58 п. 10, 10 лет лишения свободы). Реабилитирован 20 июня 1989 года[9][10].
- Николай (1902—1989), партийный работник.
- Виктор (1904—1977), партийный работник, управляющий комитета по делам искусств в Кирове. В 1939 году обвинялся по ст. 58 пп. 8, 11. Дело было прекращено за недостаточностью улик. Реабилитирован 16 января 1989 года, дело прекращено за отсутствием состава преступления[11][12].

## Политическая и военная деятельность
За революционную деятельность в 1908 году был исключён из вятского духовного училища. Окончил Глазовскую мужскую гимназию. Окончил 3 курса историко-филологического факультета Петроградского университета.
В марте 1917 года принят в члены РСДРП(б) глазовской парторганизацией. С мая по октябрь 1917 года был председателем Глазовского уездного комитета РСДРП(б). Избран депутатом Учредительного собрания от Вятского избирательного округа по списку № 11 (РСДРП(б)). С октября 1917 по апрель 1918 года он возглавлял только что созданный губернский комитет ВКП(б) Вятской губернии.
В декабре 1917 участвовал в организации газеты «Вятская правда» (с 1934 года — «Кировская правда»). В январе 1918 года Попов председательствовал на первом Вятском губернском съезде Советов, в мае занимал должность председателя местного губисполкома. В июне—сентябре 1918 г. был первым председателем Вятского губернского отдела народного образования (губоно).
Обострившиеся разногласия между эсерами и большевиками привели к тому, что 7 июля 1918 года эсеры вышли из состава губисполкома и создали собственный комитет в Глазове. Под угрозой мятежа в этот же день на экстренном заседании губисполкома был создан чрезвычайный военно-революционный штаб во главе с Иваном Поповым. Штаб взял в свои руки всю полноту власти в губернии.
2 августа в губернии было объявлено военное положение. На юге губернии шли боевые действия с эсерами, меньшевиками, белочехами. Чрезвычайный военно-революционный штаб развернул военное обучение трудящихся. Из них был создан второй батальон 19-го Уральского полка под командованием Ивана Попова. 17 августа батальон разбил белогвардейцев под Лебяжьем, 18 августа освободил Нолинск, защищал Котельнич, участвовал в ликвидации степановских отрядов.
В мае 1919 года Иван Попов возглавил созданную эвакуационную комиссию, которой реввоенсоветом 3-й армии в составе Восточного фронта РККА было поручено эвакуировать в центр Ижевский, Воткинский, Песковский и Кирсинский заводы. Эвакуация прошла успешно.
С июля по декабрь 1920 года он занимал должность председателя Вятского горисполкома. С августа 1920 по декабрь 1921 также являлся заместителем Председателя Вятского губисполкома.
В 1921 году был представителем Вотской автономной области в Москве. Затем работал в Москве, Тюмени, Сталинграде, Ростове-на-Дону. В 1926—1927 годах Попов работал председателем Смоленского губисполкома. В годы коллективизации он работал в Сибири и Казахстане. В 1941—1943 годах возглавлял Кировскую областную контору «Заготсено». В 1945 по настоянию врачей И. В. Попов оставил работу. С 1946 года работал внештатным лектором в Московском областном лекционном бюро, в 1951 году был утвержден его директором. Умер 1 марта 1952 года в Москве.

## Память
В честь Ивана Попова названа улица в Ленинском районе Кирова и в Глазове.
И. В. Попов среди других революционеров Вятки изображен на фреске «Призванные революцией» в фойе кировского Музейно-выставочного центра «Диорама».